# Chubut (provincie)
Chubut je jedna z pěti argentinských provincií ležících v Patagonii. Rozkládá se mezi Andami na západě a Atlantským oceánem na východě. Severní a jižní hranice s provinciemi Río Negro a Santa Cruz probíhají v rovnoběžkovém směru. Jméno provincie pochází od jména řeky Chubut, nejvýznamnější řeky v regionu.

## Departementy
Seznam depatementů provincie Chubut a jejich hlavních měst:

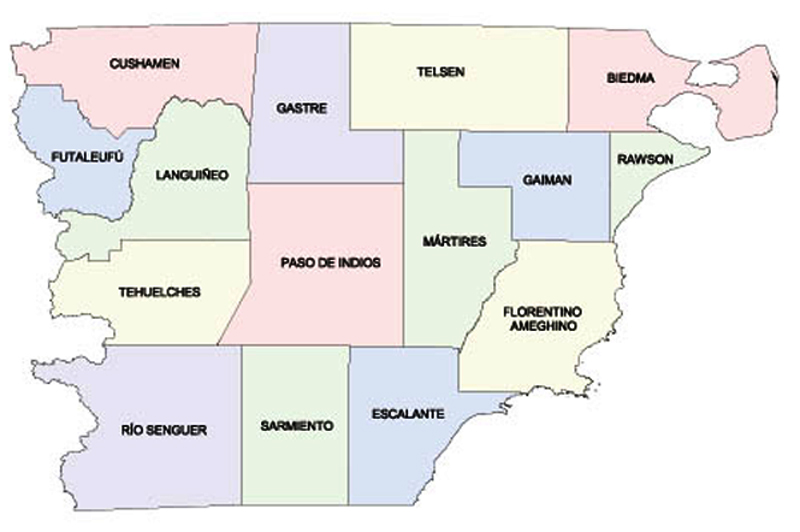
Provincie Chubut - administrativní členění

1. Cushamen (Cushamen)
2. Escalante (Comodoro Rivadavia)
3. Florentino Ameghino (Camarones)
4. Futaleufú (Esquel)
5. Gaiman (Gaiman)
6. Gastre (Gastre)
7. Languiñeo (Tecka)
8. Mártires (Las Plumas)
9. Paso de Indios (Paso de Indios)
10. Rawson (Rawson)
11. Río Senguer (Alto Río Senguer)
12. Sarmiento (Sarmiento)
13. Tehuelches (José de San Martín)
14. Telsen (Telsen)
15. Biedma (Puerto Madryn)

## Obyvatelstvo
Hlavní oblast osídlení se nachází na pobřeží, s výjimkou města Trelew, které se nachází 20 km od pobřeží na řece Chubut. Nejlidnatější města v této oblasti jsou: Comodoro Rivadavia (192 631 obyvatel), Trelew (108,201 obyvatel) a Puerto Madryn (85 915 obyvatel). Tato tři města dohromady mají téměř 70% obyvatel provincie. Další oblast osídlení je v horských údolích na západě, kde je klima vlhčí a mírnější. Zde se nachází např. Esquel (39 848 obyvatel).

## Zajímavosti
Provincie je proslulá také v paleontologickém světě. Bylo zde nalezeno a popsáno množství fosílií druhohorních dinosaurů, z nichž jeden byl pojmenován podle názvu této provincie jako Chubutisaurus. Byl zde také objeven obří sauropodní dinosaurus druhu Patagotitan mayorum, jeden z největších známých suchozemských živočichů vůbec. Sedimenty z období druhohor (například geologické souvrství Cerro Barcino) jsou zde velmi rozšířené, proto se jedná o významnou oblast pro výzkum dinosaurů i dalších druhohorních obratlovců.